# حبیب‌الله ثابت

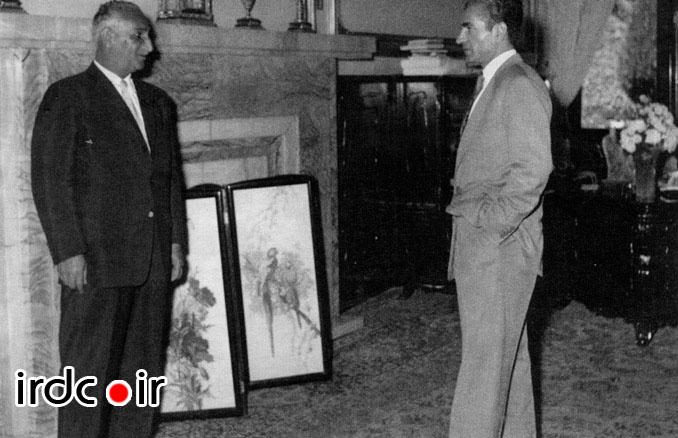
محمدرضا پهلوی به همراه حبیب‌الله ثابت

حبیب‌الله ثابت (۱۲۸۲ تهران – ۱ اسفند ۱۳۶۸ لس آنجلس) که به ثابت پاسال معروف است. بازرگان، صنعت‌گر و کارآفرین ایرانی و از اعضای محفل بهائیان ایران در دوران شاهنشاهی پهلوی است. حبیب‌الله ثابت با آوردن تکنولوژی‌های روز دنیا و گرفتن نمایندگی شرکت‌های خارجی و تأسیس کارخانه‌های متعدد، کمک بزرگی به مدرن و صنعتی شدن ایران کرد. او پایه‌گذار نخستین سازمان رادیو تلویزیون ملی ایران و اولین کارخانه صنعتی مُبل ایران و کارخانه پپسی‌کولا بود.

## زندگی شخصی
او در سال ۱۲۸۲ خورشیدی در تهران، در خانواده‌ای بهائی و اهل کاشان زاده شد. به نوشته اسکندر دلدم پدرش، عبدالله ثابت، در آغاز یهودی بود و بعداً بهائی شد. او تحصیلات نداشت ولی یک تاجر پارچهٔ زیرک و سخت‌کوش بود. مادرش، کشور ارجمند ثابت، از خانوادهٔ پزشکان برجسته بودند. خانوادهٔ ثابت از نظر مالی ضعیف بود، با این حال پدر و مادرش او و خواهرش را به مدرسهٔ بهایی تربیت و سپس مدرسهٔ سن لویی تهران برای تحصیل فرستادند، مدرسه‌ای فرانسوی که عموماً فرزندان اشراف در آن ثبت نام می‌کردند. از آن جا که وضع مالی وی از سایرین پایین‌تر بود برای تأمین هزینه‌های تحصیل، با هماهنگی مدیران مدرسه و موافقت غلامحسین مصدق فرزند محمد مصدق قرار شد که وی به منزل مصدق رفته و درس‌هایشان را مرور کنند و در عوض مبلغ ۶۰ ریال به عنوان کمک هزینه تحصیلی به وی بپردازند.
حبیب‌الله ثابت توسط یکی از دوستانش با دختری در شهر رشت به نام بهاره باقروف (خمسی) آشنا شد و با وی ازدواج کرد. این ازدواج که در ابتدا وجه‌های منطقی و حساب شده داشت، مبدل به زندگی عاشقانه گردید و تا پایان عمر ثابت، به طول انجامید. بیشترین زمانی که از همسرش جدا بود، دو شب بود که طی سفری به مسکو یکی از همراهان محمدرضا شاه پهلوی بود.
آن‌ها صاحب دو فرزند پسر ایرج (۱۳۰۹–۱۳۹۲) و هرمز (۱۳۱۴-) شدند.

## فعالیت‌ها

### آغاز کار و رونق‌گیری
وی تحصیلات ابتدایی خود را در مدارس تربیت و مدرسه سن لویی تهران انجام داد؛ و تابستان در یک دکان دوچرخه‌سازی متعلق به محمدتقی تام از بهاییان تهران کار کرد و پس از چندی به پیشنهاد او در سال ۱۲۹۸ شعبه‌ای از مغازهٔ دوچرخه‌سازی و تعمیر آن به مدیریت ثابت در خیابان شمیران مقابل خیابان دولت راه‌اندازی کرد. که در آخر هفته به کسانی که برای تفریح به شمیران و قلهک می‌رفتند دوچرخه کرایه می‌دادند تا به تهران برگردند. در کنار محمدتقی تام رانندگی و مکانیکی آموخت و باز به پیشنهاد او محمدتقی تام یک کامیون کوچک را تبدیل به اتوموبیل حمل مسافر کرد که در تابستان تهرانی‌ها را از میدان توپخانه به قلهک و تجریش می‌برد. در سن ۱۸ سالگی در حالی که هنوز مشغول تحصیل بود با پولی که از کار در دوچرخه‌سازی به دست آورده بود، یک خودروی سواری فورد خرید و به نقل و انتقال مسافر از توپخانه به قلهک و سپس در مسیرهای خارج شهر پرداخت. وی بعدها با مشاهدهٔ تعداد روزافزون مسافرانی که برای زیارت به عراق و کربلا می‌رفتند، به نقل و انتقال مسافر در مسیرهای دورتر پرداخت و به بغداد و بیروت رفت و از آنجا به فلسطین و با شوقی افندی که در آن زمان مدیریت و رهبری جامعهٔ بهایی را به عهده داشت دیدار کرد. وی در این سفر یک سواری دیگر از بیروت خرید و توانست به دوبرابر قیمت آن را در تهران بفروشد، او این کار را بارها تکرار کرد و بعدها به فرانسه و ایتالیا برای آشنایی با کارخانجات ماشین‌سازی سفر نمود. در سال ۱۹۳۶، ثابت به فرانسه مسافرت کرد. او دو دستگاه کامیون در فرانسه خرید و پس از بازگشت به ایران، اولین شرکت حمل و نقل مدرن را در ایران با نام «ادارهٔ حمل و نقل ثابت» تأسیس نمود. با کمک دایی خود که معاون وزیر پست و تلگراف بود، موفق به اخذ امتیاز حمل مرسولات پستی شمال کشور شد که پیش از آن با الاغ انجام می‌گرفت. در سال‌های بعد، به دلیل حسن انجام وظیفه، امتیاز مرسولات پستی شهرهای دیگری نیز به وی واگذار گردید.
در جریان ساخت راه‌آهن ایران، وی توانست قراردادهایی برای حمل و نقل مصالح با شرکت دانمارکی سازندهٔ کمپساکس منعقد نماید.
در سال ۱۹۳۱، ثابت فعالیت‌های خود را گسترش داد. وی که از کودکی به نجاری علاقه‌مند بود. رشد روزافزون تأسیسات اداری و شهرنشینی مردم، نیازهای مبرمی به اسباب و اثاثیه ایجاد می‌کرد، این مشاهدات باعث شد تا ثابت از اولین کارآفرینانی باشد که زمینهٔ سرمایه‌گذاری پرسودی را در این حیطه درک نماید. او کارخانه‌ای تأسیس کرد که تولید لوازم خانگی و اداری چوبی می‌کرد. او ماشین‌آلات مورد نیاز را از آلمان خریداری نموده و در اوایل سال ۱۹۳۲ شروع به تولید نمود. سفارش‌های ساخت فراوانی از سوی وزارت کشور می‌گرفت و این به معنی موفقیت‌آمیز بودن فکرش بود.
با این وجود، شرکت وی به علت عدم پرداخت هزینهٔ لوازم اداری خریداری شده از سوی وزارتخانه‌های کشور در آستانه ورشکستگی قرار گرفت. وقتی وی پول لوازم را از وزارت کشور مطالبه کرد بازداشت شد و سه ماه در زندان به سر برد. با این وجود پس از آزاد شدنش، رضاشاه مداخله کرد و با شرکت وی قرارداد انحصاری تأمین تمام لوازم اداری قوهٔ قضائیه و وزارت شهرداری آن زمان، منعقد گردید.

### جنگ جهانی دوم و ترک ایران

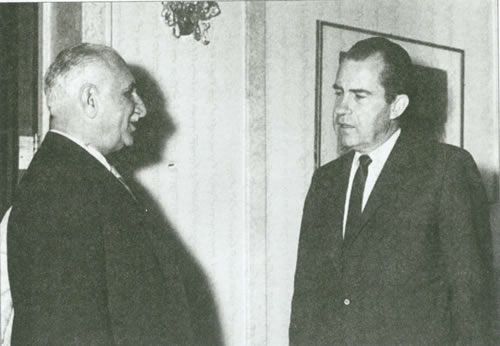
حبیب‌الله ثابت به همراه ریچارد نیکسون

حبیب ثابت در این زمان به خاطر سخت‌کوشی، نظم و فعالیت‌های تجاری متنوعی شهرت قابل توجهی به عنوان یک کارآفرین کسب کرده بود. حوادث سال ۱۳۲۰ شمسی/۱۹۴۱ میلادی که شوروی و انگلیس ایران را اشغال نموده و رضاشاه را عزل کردند و هرج و مرج در کشور به وجود آمد، زندگی وی را مانند خیلی از ایرانی‌های دیگر تحت تأثیر قرار داد.
ثابت تصمیم به ترک ایران گرفت و در ۷ نوامبر ۱۹۴۱ به همراه همسر و دو فرزندش ایران را به مقصد آمریکا ترک کرد و در اوایل ساکن نیویورک شد و پس از آن به سمت شرق آسیا و فیلیپین و هاوایی رفت.
در نیویورک، دفتری در راکفلر سنتر و آپارتمانی در مناطق لوکس‌نشین نزدیک آن اجاره کرد و دوباره فعالیت خود را از سر گرفت. واردات و صادرات خط مشی عمدهٔ فعالیت وی بود. وی ابتدا به واردات کتیرا از ایران پرداخت که موفق نبود. سپس با تأسیس شرکت صادرات فیروز اقدام به صادرات اجناس کوچک مانند جوراب زنانه، خودنویس، لوازم آرایش و … با بسته‌های پستی به ایران کرد زیرا در آن زمان به سبب جنگ امکان ارسال کالا به ایران از طریق حمل و نقل دریایی و هوایی موجود نبود.
وی برای گسترش کار با شرکتی به نام «پاسال» در تهران که نامش برگرفته از حروف اول بنیانگذاران آن بود (علی‌اصغر پناهی، امیل عبود، الکساندر سافیان، محسن لک) همکاری کرد و چندی بعد شرکت پاسال در تهران و شرکت ثابت در نیویورک، شرکتی جدید در ایران به ثبت می‌رسانند به نام ثابت پاسال و از این به بعد حبیب‌الله ثابت به نام این شرکت یعنی ثابت پاسال به شهرت می‌رسد. ثابت تا پایان جنگ جهانی دوم در آمریکا ماند و در اوایل دهه سی به ایران بازمی‌گردد.
در این زمان او موفق به اخذ نمایندگی لاستیک جنرال گردید و بعدها به خاطر فروش خوب این لاستیک‌ها در ایران توانست موافقت مدیران کارخانه را برای تأسیس یک کارخانه در ایران جلب نماید.
از دیگر نمایندگی‌های او عبارت بودند از استود بکر، فولکس واگن، روغن موتور اسو که بعدها پالایشگاه ان را در ایران راه اندازی کرد، اتو لایت، لیفتراک، هواپیماهای بیچ‌کرافت، ریش‌تراش فیلیپس، پنی‌سیلین و برخی نمایندگی‌های ماشین‌های کشاورزی، ساختمانی و لوازم آشپزخانه و یکی از معروف‌ترین آن‌ها پپسی کولا (تأسیس کارخانه‌های زمزم و شیشه مینا)

### بازگشت به ایران و رشد
موفقیت اقتصادی ثابت در دوران جنگ جهانی دوم، وجههٔ وی را تا حد زیادی بالا برد. او با سخت‌کوشی اهدافش را ادامه می‌داد و موانع نمی‌توانستند وی را از هدفش بازدارند و برخوردهای نامطلوب نیز در روحیه‌اش تأثیری نداشتند. به اعتقاد عباس میلانی، ثابت با جدیت و سخت‌کوشی فرصت‌های مناسب اقتصادی را بررسی کرده و آن‌ها را به درآمدهای پرسود مبدل می‌کرد و غرق در کارش بود. با این حال به همسرش نیز توجه می‌کرد و زندگی خوبی را با وی داشت. در عین در سر پروراندن آرزوهای بزرگ، نظم کاری و صرفه‌جویی را نیز مد نظر داشت و از کنار هیچ فرصت اقتصادی ولو کوچک، به سادگی عبور نمی‌کرد و هیچ کاری را کوچک نمی‌شمرد. ثابت در مخارج روزمره خود بسیار صرفه‌جویی می‌کرد. اما در عین حال همیشه آماده بود که ریسک‌های بزرگ اقتصادی کند. وی معتقد بود که درآمد بسیار، در گرو ریسک‌های بزرگ است.
اکثر منابع تصدیق می‌کنند که ثابت یک تاجر خارق‌العاده بود. وی جمع اضداد ویژگی‌هایی چون، انعطاف‌ناپذیری و در عین حال انعطاف‌پذیری و قدرت بود. وی قبلاً از بازگشتش به ایران در سال ۱۹۴۷، لیستی از شرکت‌های چندزبانهٔ نیویورک و حومه تهیه کرد و با وجود سرمایه و تجربهٔ کمی که داشت، با این شرکت‌ها تماس گرفت و از آنان درخواست کرد که نمایندگی محصولاتشان را در بازار ایران که ثابت آن را بازاری باز و جای گسترش می‌نامید، داده و به آن‌ها قراردادی بدون ریسک ۶ ماهه پیشنهاد کرد و به آنان قول داد که این کار، سود فراوانی برای این شرکت‌ها داشته باشد. این شرکت‌ها محصولات متنوعی از دارو تا لوازم خانگی تولید می‌کردند؛ بنابراین او با ۱۰۰ شرکت قرارداد تجاری بست که این نشان‌دهندهٔ جایگاه وی بود. او از روابط تجاری‌اش با برخی شرکت‌های بزرگ آمریکایی به عنوان یک دوستی زیبا یاد می‌کرد.

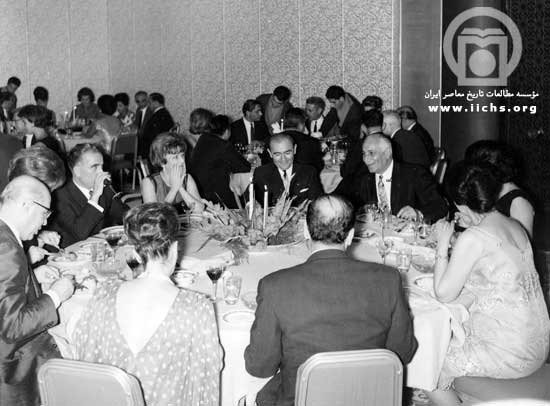
حبیب‌الله ثابت، جعفر شریف امامی، طاهر ضیایی، حبیب اخوان در رستوران یک هتل

مجلهٔ تجاری فورچون در سال ۱۹۷۴، دارایی او را یک دهم کل دارایی ایران تخمین زد. این دارایی‌ها شامل بانک و ساختمان تا صنایع انرژی و داروسازی بود. او در اکثر زمینه‌های تجاری و صنعتی آن زمان دستی داشت.
نیویورک تایمز او را مردی شیفتهٔ عتیقه‌جات معرفی کرد که قادر است به شش زبان زندهٔ دنیا صحبت کند. او علاقه‌ای مفرط به جمع‌آوری اشیای قدیمی و سنگ یشم داشت. وی بعدها گفت که در سال ۱۹۷۱ مبلغ ۴۴۰ هزار دلار بابت میزی که قبلاً متعلق به تزارینا (همسر تزار روسی) بوده، پرداخت کرده‌است. او آن میز را در آپارتمانی در پاریس که با همسرش شریک بود قرار داد. ثابت دربارهٔ این میز گفته که بیش از هر چیز دیگری در دنیا برای من مفرح بوده‌است.

### رادیو تلویزیون ملی ایران

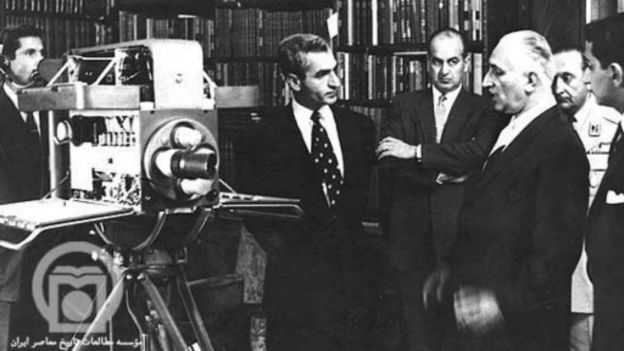
محمدرضا پهلوی در بازدید از ایستگاه تلویزیونی حبیب ثابت در تهران. در تصویر هرمز ثابت، ناصر ذوالفقاری، علی مؤید ثابتی، نعمت‌الله نصیری حضور دارند

آشنایی حبیب‌الله ثابت با تلویزیون به صورت کاملاً اتفاقی بود. پسرش ایرج پس از اتمام تحصیلاتش در راه بازگشت به ایران، یک کیت مداربستهٔ تلویزیون برای پدرش آورد. ثابت از آنجایی که از دوستان نزدیک تاج‌الملوک آیرملو مادر محمدرضا شاه پهلوی بود، برنامه‌ای شبانه در قصر مادر شاه در سال ۱۹۵۹ ترتیب داد. در یک اتاق دوربینی نصب شد و در اتاق دیگر قصر تلویزیون قرار گرفت. حضار که برای اولین بار بود که تلویزیون را می‌دیدند، دختر کوچکی را بر روی پردهٔ تلویزیون دیدند که آواز می‌خواند که این دختر کوچک همان گوگوش بود که بعدها یکی از نامدارترین خوانندگان پاپ ایران گردید.
محمدرضا شاه که در میان آن حضار در آن شب بود، به تلویزیون علاقه‌مند شد و از ثابت پرسید که آیا امکان آوردن این وسیله به ایران وجود دارد یا نه. ثابت که زمینهٔ تجارتی نو برایش فراهم شده بود مشتاقانه قبول کرد. ثابت اولین فرستندهٔ تلویزیونی ایران را در ۱۳۳۵ در آبادان و سپس در تهران تأسیس کرد. چند ماه طول نکشید که ساکنان تهران صاحب تلویزیون گردیدند. برنامه‌های تلویزیون آن زمان از فیلم‌هایی همچون، Untouchable, The Lone Ranger و فیلم‌های تیرانداز آمریکایی Annie Oakley تا مسابقات پرسش و پاسخ، برنامه‌های مذهبی و شوهای موسیقی بود.
در اواسط دههٔ ۱۹۶۰ میلادی، علاقه‌مندان به رادیو در ایران سیر صعودی بسیار زیادی پیدا کرد. منوچهر اقبال سعی کرد امتیاز پخش را از او بخرد ولی به دلیل اختلافات مالی و دخالت دربار موفق نشد. محمدرضا شاه پهلوی که به خوبی به قدرت سیاسی نهفته پشت تلویزیون واقف بود و مدرنیزه کردن ایران را در ذهن می‌پروراند تصمیم به بومی‌سازی تلویزیون گرفت. ثابت مجبور شد که در سال ۱۳۴۸ ایستگاه تلویزیونی‌اش را به دولت بفروشد.

## خروج از ایران
از اقدام‌های محمدرضا شاه پهلوی در ایجاد تجارت آزاد سیاست کاهش قیمت‌ها بود، که به عقیدهٔ عباس میلانی نتایج نامطلوب داشت. در پی آن، ثابت به اتهام گران‌فروشی در طرح دولت برای مقابله با گران‌فروشی در سال ۱۳۵۴ تحت تعقیب قرار گرفت. در این ایام به ثابت هشدار داده شد که در صورت عدم تبعیت از این سیاست، دستگیر خواهد شد. ثابت بیان داشت که دیگر ایران جایی برای افراد مسن نخواهد بود. وی بخش عمده‌ای از درآمد خود را از ایران خارج کرده، کشور را ترک کرد. وی در سال ۱۳۵۵ از ایران مهاجرت کرد و به همراه همسرش به فرانسه رفت و آخرین بخش زندگی‌اش را که دوران آرامی بود، شروع کرد.

## انقلاب ۱۳۵۷ و پس از آن

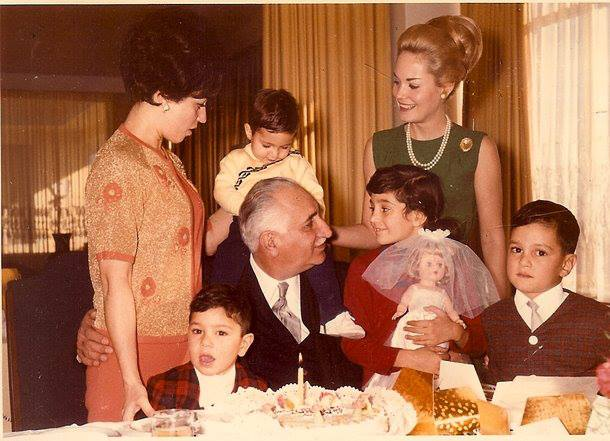
به همراه خانواده

در سال ۱۳۵۷ که قیام‌های انقلاب ایران شدت بیشتری گرفت، یکی از کارخانه‌های نوشابه‌سازی پپسی ثابت توسط گروهی از مردم به آتش کشیده شد. ثابت تصمیم گرفت که دیگر به ایران بازنگردد. در نهایت و بعد از انقلاب اسلامی ایران، بازماندهٔ اموال ثابت مصادره شد. در تیر ۱۳۵۸، اموالش تحت قانون حفاظت از صنایع ایران قرار گرفت و کارخانه‌هایش ملی و بخشی از اموال او، به بنیاد مستضعفان سپرده شد. این در حالی بود که خانوادهٔ او اموالش را نزد بانک‌ها گرو گذاشته و چند برابر آن را به صورت ارز خارج کرده بودند. او بقیهٔ عمرش را به مسافرت، جمع‌آوری اشیای عتیقه و گذراندن اوقات با نوه‌هایش در اروپا و آمریکا سپری نمود. وی کارش را در همان دفتری که پنجاه سال قبل در راکفلر سنتر اجاره کرده بود ادامه داد و آن را مرکزی برای تجارت خانوادگی‌اش که روبه‌رشد بود قرار داد. سرانجام در فوریهٔ ۱۹۹۰ در مرکز پزشکی سیدرز-ساینای لس‌آنجلس به دلیل نارسایی قلب درگذشت.
عباس میلانی می‌نویسد که با وجود این که نظام جمهوری اسلامی ایران، اموال ثابت را مصادره نمود، اما وی روحیهٔ خوشبینانه‌ای که باعث موفقیتش در کل زندگی شده بود را حفظ کرد. میلانی عوامل خوشبینی، پایبندی دینی، نظم کاری و فراست را به عنوان عواملی می‌داند که ثابت را در زمرهٔ یکی از اصلی‌ترین کارآفرینان ایران قرار می‌دهد. میلانی به نقل قول‌هایی از ثابت اشاره می‌کند که می‌گوید: هم‌وطنان من، نباید دوری از وطن، باعث یأس و ناامیدی شما گردد.

## دارایی‌ها
ثابت در دورهٔ محمدرضا شاه پهلوی بدل به یکی از بزرگ‌ترین سرمایه‌داران ایران شد و برخی او را بزرگ‌ترین سرمایه‌دار ایران (کسی که مالک ده درصد همه چیز ایران بود) می‌دانند.
برخی از شرکت‌هایی تحت تملک یا سهام او:
- شرکت فیروز
- شرکت ایران فلکس
- رادیو و تلویزیون ایران
- بانک توسعهٔ صنعت و معدن ایران
- پپسی‌کولا در ایران (زمزم)
- ایران سیلندر
- شرکت جانسون اند جانسون
- جنرال تایر و رابر
- اتو لایت
- سیکاب
- شرکت چوب‌پنبه
- بانک ایران و خاورمیانه
- بانک ایرانیان
- شرکت تولید و تصفیه روغن اسو
- بانک ایران و انگلیس
- هواپیماهای بیچ‌کرافت
- ریش‌تراش فیلیپس
- لیفتراک

او همچنین دارای نمایندگی خودرو داج، چند نوع تلویزیون و یخچال، کارخانه‌های بزرگ لاستیک‌سازی گودریچ و چند کارخانهٔ قند بود. ثابت دارای ۴۱ شرکت بازرگانی بود که حدود ده‌هزار نفر در آن‌ها مشغول به کار بودند.
کاخ ثابت پاسال در تهران

کاخ ثابت در خیابان جردن، با مساحت تقریبی ۱۱ هزار متر، بزرگ‌ترین و گران‌ترین خانه در تمام شهر تهران است که معماری آن از روی شاتوی پتی تریانو در کاخ ورسای بنا شده بود. قبل از انقلاب پانزده میلیون دلار ارزش داشت. اما امروز ارزشی چند برابری دارد.
اگرچه ساخت بنا در سال ۱۳۴۰ به پایان رسید، اما با در نظر گرفتن جریان‌های رایج معماری در جهان و حتی در ایران دهه ۱۳۴۰، باید گفت این بنا به هیچ وجه فرزند زمان خود نیست. گفته می‌شود این خانه از روی اقامتگاه قرن هجدهمی مادام دو باری و بعدها ماری آنتوانت، قصر پتی تریانو (تریانوی کوچک) در کاخ ورسای ساخته شده که آنژ-ژاک گابریل آن را طراحی کرده‌است. اما در واقع شباهت‌های این دو بنا به همدیگر، مثل هر دو بنای نئوکلاسیک دیگر، شباهت عام است؛ تعداد قابل توجهی تقلید مشهور از تریانو در آمریکا، برزیل و رومانی وجود دارد که شباهتشان به مراتب بیش‌تر است. اما نمای اصلی عمارت ثابت شباهتی انکارناپذیر به نمای جنوبی کاخ سفید دارد که یکی از مشهورترین بناهای نئوکلاسیک محسوب می‌شود.